# Melanotaenia pimanensis
Melanotaenia pimanensis là một loài cá thuộc họ Melanotaeniidae. Đây là loài đặc hữu của Papua New Guinea.